# Distrito de Parcona
El distrito de Parcona es uno de los catorce que conforman la provincia de Ica, ubicada en el departamento de Ica en el Sur del Perú, Limita al norte, con el distrito de La Tinguiña; al este, con La Tinguiña y Los Aquijes; al sur, con Los Aquijes; y al oeste con Ica.
Tiene una población estimada de 62 071 habitantes en 2022

## Historia

### Parcona durante la República Aristocrática
- Durante 1912, en la época de Billinghurst, se dictaron leyes para la distribución del agua. En estas se apoyaba a los terratenientes, quienes, con el pretexto de las normativas, hacían uso y posteriormente abusaban el agua. Por tanto, hubo el nacimiento de los Sindicatos de Regantes de la Achirana

### Parcona durante el Oncenio de Leguía
- 18 de febrero de 1924 (La masacre de Parcona): El 18 de febrero de 1924 se celebraba el cumpleaños número 64 del entonces presidente de la República Augusto B. Leguía. El prefecto de Ica asiste a un banquete en su honor en una hacienda. Regresa a la prefectura y se entera de una reunión de los campesinos de Parcona. Decide asistir acompañado de un contingente armado. Los obreros están en asamblea, acordando un paro general en todo el Valle de Ica hasta que se cumpla el fallo del Tribunal Arbitral sobre el conflicto en la hacienda «Caravedo». Piden que se cumpla la jornada de ocho horas, que les paguen a los yanaconas por el algodón ya entregado a los hacendados, que se nivele el jornal en todas las haciendas. El prefecto Julio Rodríguez aparece entonces en estado de embriaguez y hace amarrar por los soldados a quienes se encuentran fuera del local de la Federación y los pone en un camión para llevárselos a la ciudad, alegando que se trataba de una montonera. Salen varias mujeres de sus casas a suplicarse que se detenga. Y fue entonces que en una lluvia de balas de parte de la policía que hacían blanco en la puerta del local, cuando la gente indignada por tan criminal atentado contra la vida de sus indefensos compañeros, que salió en distintas direcciones y emprendió a pedradas contra el carro donde se encontraba la policía, logrando dominarlos después de una encarnizada lucha que trajo como consecuencia la muerte del Prefecto por una pedrada, un policía muerto, y diez y siete compañeros heridos de bala, varias criaturas muertas, dos mujeres heridas de bala, y de lo cual no han dado cuenta los periódicos de esta localidad, ni tampoco dan cuenta de las nuevas tropelías que está cometiendo la fuerza que ha venido de Lima resguardar el orden y quienes al hacerse cargo de su puesto y constituido en el lugar del suceso o sea en el caserío de Parcona el que se encontraba completamente tranquilo y sin más gente que las pobres mujeres que allí se entregaban entregadas a su habitual costumbre, descargaron sus ametralladoras sobre el local de la Federación, e incendiándolo totalmente junto con su biblioteca y enseres; además procedieron en esta misma hora a quebrar las puertas de las casas a fuerza de balas, sin respetar que a esa hora se encontraban durmiendo criaturas y mujeres, resultando varias heridas más y muchas niñas con serias contusiones por efectos de los maltratos, principiando enseguida la persecución de los indígenas aun cuando estos se encontraban en plena labor; se hacían descargas sobre ellos y lo que ha dado lugar a que los moradores del caserío de Parcona hayan huido en distintas direcciones dejando sus hogares abandonados, sus chacras o sus pequeñas propiedades sus animales como aves y otros animales domésticos sin que hasta hoy se les permita su vuelta a sus hogares y lo que es peor todavía es que la misma fuerza mata a balazos a los animales y carga con ellos sin menor escrúpulo, y de lo que tampoco dan cuenta los periódicos locales.

- 20 de febrero de 1924 (Saqueo de Parcona): Al día siguiente llegan tropas enviadas desde Lima, reforzadas por gendarmes y policías de Ica, que saquean a los campesinos de Parcona el 20 de febrero de 1924 a las cuatro de la mañana. Varios son apresados y varios son muertos. Es entonces que los campesinos son aterrorizados y abandonan sus hogares.

- 10 de marzo de 1924 (Quema de Parcona): Llegaron a este lugar dos automóviles con su carga de criminales; el uno llegó por el lado del Caserío de la Tinguiña y el otro por los terrenos de la hacienda «Parcona» y después de rociar efectivamente de gasolina todas las casas que son de madera, les prendieron fuego. y en la mañana sólo amanecieron montones de ruinas cenicientas, humeantes aún. ¡Más de cien familias sin hogar y en la más desesperante manera!

### Creación del Distrito
El distrito de Parcona fue creado mediante Ley 14046 del 17 de marzo de 1962, en el segundo gobierno del Presidente Manuel Prado Ugarteche.

## Toponimia
Parcona viene de los vocablos del Quechua Costeño; Parjon, que significa húmedo o mojado; y Allpa, que significa Tierra. Por lo que podría significar "Tierra húmeda o mojada"
|}

## Composición étnica
La composición étnica de Parcona se verá en el siguiente gráfico:

## Geografía
Su extensión es de 17.29 km² y una densidad poblacional de 3,590 hab/km² en 2022. Se encuentra a 439 m.s.n.m y al oriente de la capital departamental Ica. Se conecta con la capital por la Av. Miguel Grau. En su mayor parte el terreno es llano, por el valle del río Ica, pero conforme se va avanzando al levante el terreno se va elevando hasta llegar a una zona accidentada perteneciente a la cordillera de los andes, cuyos lugares más representativos son el mirador del cerro la cruz y el bosque de piedras

### Localización
El distrito de Parcona se localiza en la parte norte de la provincia de Ica, dentro del departamento homónimo.
| Noroeste: La Tinguiña e Ica | Norte: La Tinguiña | Noreste: La Tinguiña            |
| Oeste: Ica                  |                    | Este: La Tinguiña y Los Aquijes |
| Suroeste: Ica y Los Aquijes | Sur: Los Aquijes   | Sureste: Los Aquijes            |

## Autoridades

### Municipales
- 2023 - 2026
  - Alcalde: Lenin Cruces Crisóstomo, de Alianza para el Progreso .
  - Regidores:

  1. Rosmery Carbajal Yupanqui (Alianza para el Progreso )
  2. Roger Richard Huarcaya Mantari (Alianza para el Progreso )
  3. Rober Manuel Briceño Alvarado (Alianza para el Progreso )
  4. Olga Elizabeth Flores Angulo (Alianza para el Progreso )
  5. Edith Cynthia Leiva Cáceres (Alianza para el Progreso )
  6. Luis Alberto Soto Pariona (Alianza para el Progreso )
  7. Angie Xiomara Ramos Ramos (Alianza para el Progreso )
  8. Walter Rómulo Cárdenas Cajo (Movimiento Regional Obras por la Modernidad)
  9. Juan Carlos Escriba Salcedo (Uno por Ica)
  10. Jesús Alberto Ochoa Carbajo (Renovación Popular)

Alcaldes anteriores
- 2019 - 2022: José Choque Gutiérrez, (Avanza País - Partido de Integración Social)
- 2015 - 2018:[2] José Luis Gálvez Chávez, Movimiento Regional Obras por la Modernidad.
- 2007 - 2014: Javier Gallegos Barrientos, Partido Regional de Integración.
- 2003 - 2006: Tito Hugo Huaman López, Partido Aprista Peruano.
- 1999 - 2002: Arturo Palante Coronado, Movimiento Independiente Vamos Vecino.
- 1996 - 1998: Narciso Eusebio Aliaga Guillen, L.I. Nro  7 Frente I  Ica 95.
- 1990 - 1995: Pedro Pablo Ramos Loayza, Partido Aprista Peruano.
- 1987 - 1989: Juan Clinio Escriba Ore, Frente Electoral Izquierda Unida.
- 1984 - 1986: Marcial Mauro Lagoitia Bendezu, Partido Aprista Peruano.
- 1981 - 1983: Alejandro Pimentel De La Cruz, Acción Popular.
- 1967 - 1969: Félix Constantino Gamboa Ochoa, Coalición APRA - UNO.
- 1964 - 1966: Juan Francisco Gómez Escate, Coalición APRA - UNO.

## Festividades
- Movimiento Campesino de 1924 - 18 de febrero.
- Virgen de la Cueva Santa.
- Señor de Luren.